# Volkswagen Karmann-Ghia
Volkswagen Karmann-Ghia Typ 14 — спортивный автомобиль на шасси Volkswagen 1200 с кузовами «купе» и «кабриолет», выпускавшийся в ФРГ с 1955 по 1974 год.
Также с 1962 по 1969 год выпускался аналогичный по типу Volkswagen Karmann-Ghia Typ 34, построенный на платформе Volkswagen Typ 3.

## Typ 14
В конце 1940-х годов руководство Volkswagen пришло к выводу о необходимости создания более престижного автомобиля, чем кабриолеты, которые строились кузовными ателье Hebmuller и Karmann. Поэтому в 1950 году последнему был поручен проект автомобиля на шасси «Жука», но с оригинальным кузовом спортивного типа. Доктор Вильгельм Карманн тайно привлёк к работе итальянское ателье Carrozzeria Ghia, специалисты которого, вопреки заданию, построили не родстер, подобный более дорогим родстерам «Порше», а двухдверное купе, с дизайном, в уменьшенном масштабе развивающим тему более ранней работы Ghia, кабриолета Renault Frégate Ondine.
В июне 1955 года для представителей прессы состоялась презентация новинки, тогда же машина получила собственное название Volkswagen Karmann-Ghia. Официальный мировой дебют прошёл на франкфуртском автосалоне в сентябре 1955. Позднее появился также вариант с кузовом кабриолет.
Изначально кузов каждого Volkswagen Karmann-Ghia изготавливался полностью вручную, так как на сборочном предприятии Karmann в немецком Оснабрюке не было штамповочного оборудования, и элементы кузова приходилось получать выколоткой из жести и сваривать друг с другом встык, после чего каждый шов выравнивался свинцово-оловянным припоем. В результате качество изготовления кузовов было одним из лучших в мире, но они обходились намного дороже, чем серийные — стоимость Karmann-Ghia превосходила цену стандартного «Жука» примерно в полтора раза. Впоследствии, по мере расширения производства, были внедрены более производительные технологии, но уровень качества продолжал оставаться исключительным. Так как автомобиль экспортировался и в страны с левосторонним движением, существовали версии с правым расположением руля.
Volkswagen Karmann-Ghia выпускался до 1974 года в Германии и до 1975 — в Бразилии. Суммарный тираж этого недорогого и стильного купе составил порядка 487 тысяч экземпляров.

## Typ 34
Typ 34 представлял собой вариацию на ту же тему, построенную на шасси более современного Volkswagen Typ 3. Дизайн автомобиля, отчасти вдохновленный американским Chevrolet Corvair, был прохладно воспринят публикой, кроме того, машина оказалась очень дорогой — вдвое дороже «Жука». В результате выпуск составил лишь 42 505 экземпляра купе за 7 лет. Кроме того, было построено 17 прототипов кабриолета, так и не пошедшего в крупную серию.
В 1969 году был заменён на среднемоторный Volkswagen-Porsche 914.

## В культуре
Присутствует в серии игр Gran Turismo в качестве играбельного автомобиля. Также Volkswagen Karmann-Ghia упоминается в 7 серии 7 сезона сериала «Миллиарды» и в книге Квентина Тарантино «Однажды в Голливуде». И еще упоминается в мультфильме «Тачки 2». 